# Juan Eugenio Hernández Mayoral
Juan Eugenio Hernández Mayoral (Ponce, 21 de abril de 1969) es un abogado y político puertorriqueño del Partido Popular Democrático. Ha ocupado los cargos de Director ejecutivo de la Administración de Asuntos Federales de Puerto Rico de 2013 a 2016 y senador por acumulación de 2005 a 2012. Es hijo del exgobernador de Puerto Rico Rafael Hernández Colón y la ex primera dama Lila Mayoral.

## Primeros años y educación
Juan Eugenio Hernández Mayoral nació el 21 de abril de 1969 en la ciudad de Ponce, hijo del entonces Presidente del Senado Rafael Hernández Colón y su esposa Lila Mayoral Wirshing. Tiene tres hermanos: Rafael, José Alfredo y Dora Mercedes. Durante su estadía en La Fortaleza era conocido como El Tigre por su carácter travieso.
Hernández Mayoral obtuvo su bachilerato en comunicaciones de la Universidad del Sagrado Corazón en 1992. Hernández Mayoral recibió un Juris Doctor de la Pontificia Universidad Católica de Puerto Rico en 2021.

## Carrera profesional
Hernández Mayoral trabajó como director ejecutivo de la Biblioteca Gubernamental Rafael Hernández Colón de 1993 a 2000. En 1996, también trabajó como director ejecutivo de la conferencia anual del Club de Roma.
Juan Eugenio también administró el Estudio Jurídico Hernández Mayoral en 2001. También fue consultor en comunicación política de 2002 a 2004.

## Carrera política
En las elecciones generales de 2004, Juan Eugenio fue elegido senador por acumulación. Durante su primer término sirvió en las Comisiones de Seguridad Pública y de Asuntos Federales y del Consumidor.
Hernández Mayoral fue reelegido en las elecciones de 2008. Fue portavoz del PPD en la Comisión de Urbanismo e Infraestructura, así como de miembro de las de Asuntos del Veterano, Asuntos Municipales y Puerto de Las Américas.
Hernández Mayoral es miembro activo del Partido Demócrata de Puerto Rico, del que se ha desempeñado como Secretario de su Comité Estatal. Además, ha asistido en siete ocasiones consecutivas a la Convención Nacional Demócrata.
En enero de 2013 fue anunciado por el gobernador electo Alejandro García Padilla como el próximo Director ejecutivo de la Administración de Asuntos Federales de Puerto Rico. Abandonó el cargo al finalizar el mandato de García Padilla. 

## Vida personal
Hernández Mayoral está casado con Vivian Figueroa desde el 24 de junio de 2000. Es miembro de la Iglesia Católica.